# ما الذي قدمناه للرب 2
ما الذي قدمناه للرب؟ 2 (بالفرنسية: Qu'est-ce qu'on a (encore) fait au Bon Dieu؟)، هو فيلم كوميدي بلجيكي فرنسي لعام 2019. من إخراج فيليب دي تشافيرون. وهو الجزء الثاني لفيلم ما الذي قدمناه للرب؟ وهو يتتبع قصة عائلة فرنوي، وهما زوجان كاثوليكيان فرنسيان من الطبقة العليا يلعب دورهما كريستيان كلافيير وشانتال لاوبي يسكنان مقاطعة فرنسية مع بناتهما الأربع، ثلاثة منهن تزوجن برجال من ديانات مختلفة وواحدة تزوجت بشاب من عرق مختلف.
كان الفيلم أعلى إنتاج فرنسي ربحًا في فرنسا عام 2019 وثالث أعلى فيلم ربحًا لعام 2019 في فرنسا. وكان من المقرر أن يصدر الجزء الثالث في أبريل 2022.

## الممثلون
- كريستيان كلافيير في دور كلود فرنوي
- شانتال لاوبي في دور ماري فرنوي
- آري أبيتان في دور ديفيد بينيشو
- ميدي السعدون في دور رشيد بن عاصم
- فريديريك تشاو في دور تشاو لينغ
- نوم دياوارا في دور تشارلز كوفي
- فريديريك بل في دور إيزابيل بن عاصم فرنوي
- جوليا بياتون في دور أوديل بينيشو فرنوي
- إيملي كاين في دور سيجولين لينج فرنوي

- إيلودي فونتان في دور لور فرنوي
- باسكال نزونزي في دور أندريه كوفي، والد تشارلز
- ساليماتا كاماتي في دور مادلين كوفي، والدة تشارلز
- تاتيانا روجو في دور فيفيان كوفي، أخت تشارلز
- كلوديا تاغبو في دور نيكول
- ماري هيلين لينتيني في دور غيلين مونفاو[7][7]